# Hassan-Ali Fyzee
Hassan-Ali Fyzee  (* 9. Oktober 1879 in Bombay; † 12. Dezember 1962 in London) war ein indischer Tennis-, Badminton- und Tischtennisspieler. Zugleich übernahm er Funktionärsaufgaben.

## Tischtennis
Hassan-Ali Fyzee nahm an der ersten Tischtennis-WM 1926 in London teil. Hier gewann er mit der indischen Herrenmannschaft, in der auch sein im Davis Cup aktiver Bruder Athar-Ali Fyzee spielte, die Bronzemedaille. 1926 war er Präsident des indischen Tischtennisverbandes. Ende 1926 übernahm er organisatorische Aufgaben im neu gegründeten Tischtennis-Weltverband ITTF als Beisitzer.

## Tennis
Von 1921 bis 1927 absolvierte er insgesamt elf Begegnungen für die indische Davis-Cup-Mannschaft. Er gewann 4 seiner 17 Einzel- sowie 6 seiner 11 Doppelpartien.